# Arne Zuidhoek

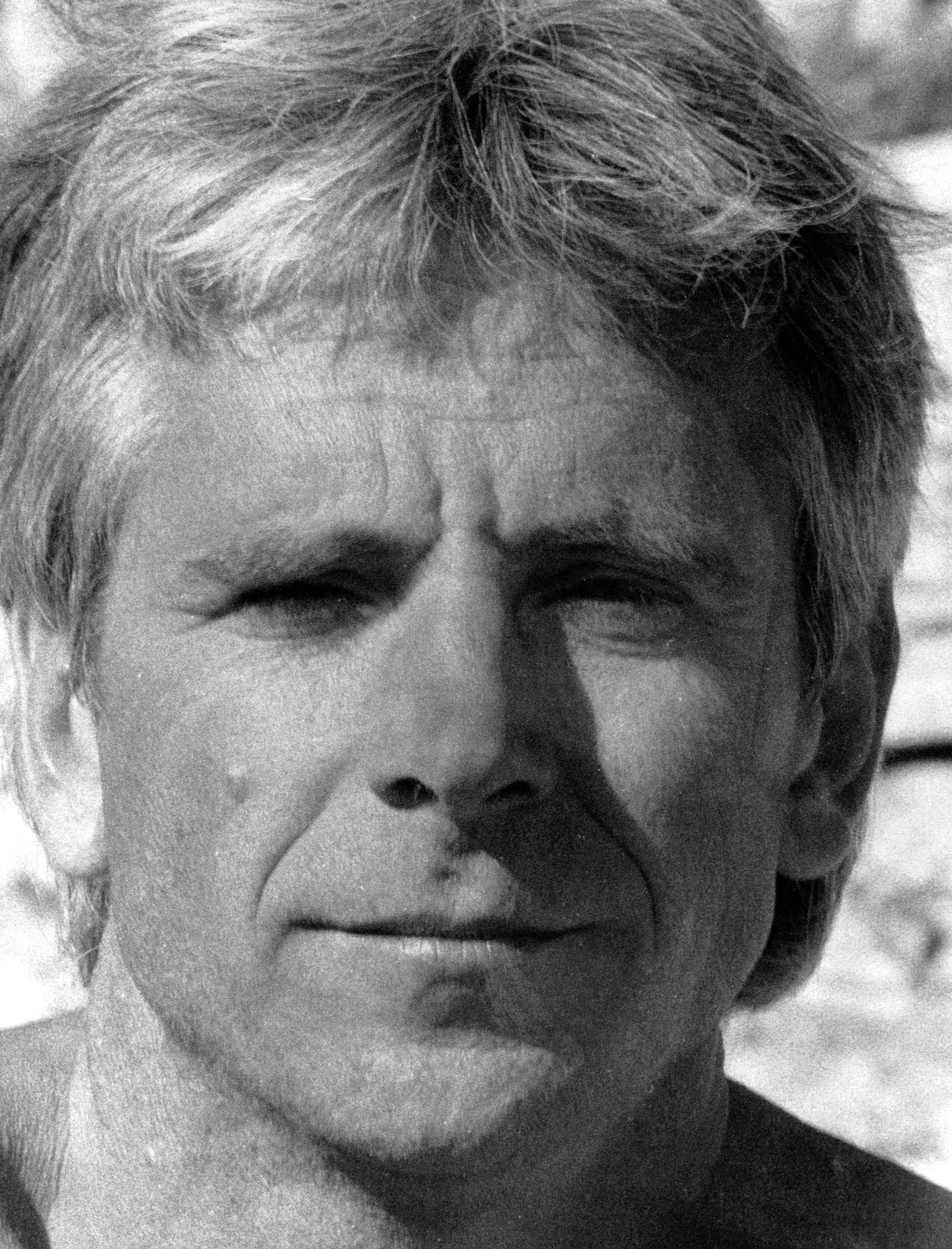
Arne Zuidhoek

Arne Zuidhoek (Amsterdam, 13 juni 1941) is een Nederlands kunstenaar en publicist.

## Biografie
Arne Zuidhoek werd geboren in Amsterdam, maar verhuist een jaar later naar de stad Utrecht.
Hij vaart in juni 1959 voor de Nederlandse koopvaardij als matroos en dient bij de marine tot eind 1963.
Hij studeert tekenen en schilderen bij de kunstenaars W.D. Kuik en H. Sluis en vanaf 1964 tot en met 1966 bij de Rijksakademie van beeldende kunsten te Amsterdam.
Hij vestigt zich als beeldend kunstenaar te Utrecht en werkt eveneens als pop- en jazzjournalist voor het dagblad Het Vrije Volk. In 1967 is Zuidhoek mede-oprichter van "Het Stripschap". Zuidhoeks werken (met name de gewassen pentekeningen) zijn zowel fantasievol als realistisch.
Hij overwintert gewoonlijk in Kaap Verdië of Spanje en wordt er in 1972 mede-eigenaar van het Nederlandse schoenerjacht De Hoop. Hij combineert in de periode 1972-'79 zeereizen met het werken aan een veelomvattend oeuvre en het schrijven van boeken (sprookjes en legenden en werken van maritieme aard).
In 1974 verschijnt een magnum opus: Verzinsels van Vader Wapper, de eerste en enige "graphic novel" in Nederland (na 2014 volgen WAPPER2, WAPPER3 en zo voort). Van 1979 tot 1983 reist Zuidhoek in de V.S., hij exposeert in New York, Seattle (Wash.) en Carmel (Cal.).
In de loop van de tijd verandert zijn stijl en manier van werken: van pentekeningen naar aquarel en gouache naar potlood, van zwart/wit naar lichte en dan donkere kleuren, gebaseerd op kennis van zaken. Tegelijkertijd schrijft hij verhalenbundels geïnspireerd door de islamitische samenlevingen en boeken over de maritieme geschiedenis. Daaronder bevinden zich standaardwerken als de 7-delige serie Onze Mooiste Koopvaardijschepen, The Maritime Netherlands en Het Schip van de Eeuw. Regelmatig onderbreekt hij zijn activiteiten door lange zeereizen, Zuidhoek rondde driemaal de wereld, tweemaal daartoe in staat gesteld door de Nedlloyd Groep en Shell.
In het jaar 2020 staan er 80 boektitels op zijn conto, waaronder het levenswerk Pirate Encyclopedia met 7.000 lemma's van de avonturiers/pioniers die als vrijbuiters kunnen worden beschouwd - compleet met een korte dan wel uitgebreide biografie. Momenteel werkt Arne Zuidhoek aan een serie werken (acryl, potlood) onder de noemer Maria Hemelvaart.